# Registre national des lieux historiques dans le comté de Mendocino

Localisation du comté de Mendocino en Californie

Ceci est la liste des lieux historiques inscrits sur le registre national dans le comté de Mendocino en Californie.
C'est censé être une liste exhaustive des propriétés et des districts des  lieux historiques du registre national dans le comté de Mendocino, en Californie. Les coordonnées de latitude et longitude sont fournies pour la plupart des propriétés et les districts du registre national ; ces localisations peuvent être aperçus sur Google Map.
Il y a 43 propriétés et districts répertoriés sur le registre national dans le comté, dont un monument historique national.

## Liste actuelle
| Position | ID        | Type | Nom                                                      | Localisation | Ville           | Date d'inscription | Image | Coordonnées                          | Description |
| -------- | --------- | ---- | -------------------------------------------------------- | --- | --------------- | ------------------ | ----- | ------------------------------------ | --- |
| 1        | 100001383 | NRHP | Albion River Bridge (en)                                 | Mile markers 43.7-44.0 on CA 1                                                                                  | Albion          | 31 juillet 2017    |       | 39° 13′ 36″ nord, 123° 46′ 09″ ouest | |
| 2        | 90001363  | HD   | Arena Cove Historic District (en)                        | Arena Cove | Point Arena     | 13 septembre 1990  |       | 38° 54′ 54″ nord, 123° 42′ 28″ ouest | |
| 3        | 04000620  | NRHP | Dr. Raymond Babcock House (en)                           | 96 S. Humboldt St.                                                                                              | Willits         | 19 août 2004       |       | 39° 24′ 45″ nord, 123° 21′ 07″ ouest | |
| 4        | 90001359  | NRHP | Buckridge Ranch House (en)                               | On the Garcia River near Buckridge Rd.                                                                          | Point Arena     | 13 septembre 1990  |       | 38° 55′ 35″ nord, 123° 37′ 33″ ouest | |
| 5        | 79000498  | NRHP | Con Creek School (en)                                    | 2 milles (3,218688 km) north of Boonville on State Route 128                                                    | Boonville       | 18 octobre 1979    |       | 39° 01′ 47″ nord, 123° 23′ 07″ ouest | Aussi connue sous le nom de Little Red Schoolhouse, la Con Creek School est une école construite en style néo-grec par J.D. Ball en 1891. Utilisée comme salle de classe pour huit niveaux de classe pendant 50 ans, elle a été réduite aux seules 7e et 8e années de scolarité. 1941. En 1958, son utilisation a changé encore en celle d'un jardin d'enfants, et l'est resté jusqu'à 1979, quand elle a été donnée à la société historique locale. La Little Red Schoolhouse est située près de la communauté de Boonville. |
| 6        | 10000394  | NRHP | Jerome B. Ford House                                     | 735 Main St. | Mendocino       | 23 juin 2010       |       | 39° 18′ 19″ nord, 123° 47′ 50″ ouest | |
| 7        | 91000565  | NRHP | FROLIC (brig) (en)                                       | Northeast of Pt. Cabrillo                                                                                       | Caspar          | 16 mai 1991        |       | 39° 21′ 18″ nord, 123° 49′ 15″ ouest | |
| 8        | 80000819  | NRHP | O. W. Getchell House                                     | State Route 1                                                                                                   | Anchor Bay      | 3 octobre 1980     |       | 38° 47′ 48″ nord, 123° 34′ 05″ ouest | Située dans la communauté d'Anchor Bay, la maison de Getchell a été construite par Osgood W. Getchel vers 1870. Un emplacement privilégié sur une falaise et près d'une route commerciale a fait de la maison de Getchell un point de repère populaire pour les voyageurs terrestres et maritimes. La maison de Getchell était également l'une des seules structures en bois à survivre au tremblement de terre de 1906. |
| 9        | 90001355  | NRHP | E. P. and Clara Gillmore House                           | 40 Mill St. | Point Arena     | 13 septembre 1990  |       | 38° 55′ 04″ nord, 123° 41′ 25″ ouest | La maison de Gillmore est l'une des rares maisons de Point Arena qui a été conçue dans un style architectural particulier second empire. Construit dans les années 1870, la maison était la résidence de E.P. Gillmore, un superviseur du comté et le propriétaire d'une écurie locale et d'un magasin général. |
| 10       | 90001356  | NRHP | Sid Groshon House                                        | 50 Mill St. | Point Arena     | 13 septembre 1990  |       | 38° 54′ 32″ nord, 123° 41′ 24″ ouest | Un petit chalet victorien, et la seule maison de style Queen Anne à Point Arena. |
| 11       | 87002292  | NRHP | Held-Poage House                                         | 603 W. Perkins St.                                                                                              | Ukiah           | 7 janvier 1988     |       | 39° 08′ 55″ nord, 123° 12′ 40″ ouest | Une maison victorienne Queen Anne située près du centre-ville d'Ukiah, le bâtiment était la maison de William D.L. et Ethel Poage Held, qui s'y sont installés en 1903. William D.L. a occupé de nombreux postes dans la fonction publique, notamment à l'assemblée législative de l'État de Californie et en tant que maire de la ville d'Ukiah. En 1969, le bâtiment a été donné à la société historique du comté de Mendocino par William P. Held et sert maintenant de bibliothèque de recherche.                         |
| 12       | 93001022  | NRHP | Charles Hofman House                                     | 308 S. School St.                                                                                               | Ukiah           | 30 septembre 1993  |       | 39° 08′ 54″ nord, 123° 12′ 26″ ouest | Une maison victorienne de style Stick-Eastlake qui se trouve à quelques pâtés de maisons au sud du palais de justice du comté de Mendocino, dans le centre-ville d'Ukiah |
| 13       | 90001354  | NRHP | Hoyt-Scott House                                         | 10 Riverside Dr.                                                                                                | Point Arena     | 13 septembre 1990  |       | 38° 54′ 40″ nord, 123° 41′ 28″ ouest | |
| 14       | 90001361  | NRHP | Italian Hotel                                            | 105 Main St. | Point Arena     | 13 septembre 1990  |       | 38° 54′ 25″ nord, 123° 42′ 08″ ouest | Une maison de style néo-classique construite au début du XIXe siècle pour le propriétaire de la brasserie locale. L'hôtel italien a la distinction douteuse d'être utilisé comme un lupanar dans le petit quartier rouge de Point Arena pendant la Seconde Guerre mondiale. |
| 15       | 90001353  | NRHP | Iverson House                                            | 40 Iverson Ave.                                                                                                 | Point Arena     | 13 septembre 1990  |       | 38° 54′ 29″ nord, 123° 41′ 33″ ouest | A small Greek Revival style house build in Point Arena in 1875 for the local Iverson family. |
| 16       | 90001358  | NRHP | Billy Ketchum House                                      | 10 Scott Pl. | Point Arena     | 13 septembre 1990  |       | 38° 54′ 42″ nord, 123° 41′ 28″ ouest | A bungalow/Craftsman home built for the local manager of the Point Arena Hot Springs in the early 20th century. |
| 17       | 95001153  | NRHP | Larsen Family House (en)                                 | 84 State St. | Willits         | 5 octobre 1995     |       | 39° 24′ 49″ nord, 123° 21′ 09″ ouest | |
| 18       | 78000719  | NRHP | Lovejoy Homestead (en)                                   | North of Branscomb                                                                                              | Branscomb (en)  | 26 avril 1978      |       | 39° 44′ 52″ nord, 123° 38′ 00″ ouest | |
| 19       | 90001364  | HD   | Main Street Historic Commercial District (en)            | 165-265 Main St.                                                                                                | Point Arena     | 13 septembre 1990  |       | 38° 54′ 35″ nord, 123° 41′ 29″ ouest | Trente bâtiments de chaque côté de la California State Route 1 à Point Arena. |
| 20       | 79000499  | NRHP | Manchester Schoolhouse (en)                              | 19750 State Route 1                                                                                             | Manchester      | 26 juin 1979       |       | 38° 58′ 01″ nord, 123° 41′ 10″ ouest | |
| 21       | 71000165  | HD   | District historique de Mendocino and Headlands           | Entouré à peu près par l'océan Pacifique à l'ouest et au sud, Little Lake St. au nord et State Route 1 à l'est. | Mendocino       | 14 juillet 1971    |       | 39° 18′ 30″ nord, 123° 48′ 23″ ouest | |
| 22       | 97001262  | NHLD | Mendocino Woodlands Recreational Demonstration Area (en) | 11301 Little Lake Rd.                                                                                           | Mendocino       | 25 septembre 1997  |       | 39° 19′ 39″ nord, 123° 41′ 54″ ouest | |
| 23       | 78000720  | NRHP | Milano Hotel (en)                                        | 38300 State Route 1, S.                                                                                         | Gualala (en)    | 23 juin 1978       |       | 38° 46′ 40″ nord, 123° 32′ 27″ ouest | |
| 24       | 90001362  | NRHP | LeGrand Morse House (en)                                 | 365 Main St. | Point Arena     | 13 septembre 1990  |       | 38° 54′ 50″ nord, 123° 41′ 28″ ouest | Une maison de style néo-classique construite vers 1870 pour LeGrand Morse, un enseignant local, un greffier, un avocat et un législateur. |
| 25       | 09001089  | NRHP | Navarro                                                  | Navarro Beach Rd.                                                                                               | Albion          | 21 décembre 2009   |       | 39° 01′ 22″ nord, 123° 40′ 26″ ouest | |
| 26       | 95000995  | NRHP | Olinsky Building                                         | 401 N. Main St.                                                                                                 | Fort Bragg      | 4 août 1995        |       | 39° 26′ 45″ nord, 123° 48′ 19″ ouest | |
| 27       | 79003458  | NRHP | Palace Hotel                                             | 272 N. State St.                                                                                                | Ukiah           | 2 octobre 1979     |       | 39° 09′ 04″ nord, 123° 12′ 26″ ouest | |
| 28       | 90001357  | NRHP | Annie Palmer House                                       | 284 Main St. | Point Arena     | 13 septembre 1990  |       | 38° 54′ 39″ nord, 123° 41′ 30″ ouest | Une petite maison de style néo-grec à Point Arena, du nom de sa célèbre propriétaire Annie Palmer. Palmer était enseignante dans une école méthodiste locale jusqu'à ce qu'elle soit reconnue coupable du meurtre de son amant. |
| 29       | 90001365  | NRHP | Point Arena High School                                  | 200 Lake St. | Point Arena     | 13 septembre 1990  |       | 38° 54′ 53″ nord, 123° 41′ 54″ ouest | |
| 30       | 90002189  | HD   | Phare de Point Arena                                     | Lighthouse Rd.                                                                                                  | Point Arena     | 16 juillet 1991    |       | 38° 57′ 18″ nord, 123° 44′ 24″ ouest | |
| 31       | 90001360  | NRHP | Point Arena Rancheria Roundhouse (en)                    | On the Garcia River at the end of Rancheria Rd.                                                                 | Point Arena     | 13 septembre 1990  |       | 38° 57′ 02″ nord, 123° 39′ 41″ ouest | |
| 32       | 91001092  | HD   | Phare de Point Cabrillo                                  | 45300 Lighthouse Rd.                                                                                            | Caspar          | 3 septembre 1991   |       | 39° 20′ 53″ nord, 123° 49′ 23″ ouest | |
| 33       | 72000238  | NRHP | Point Cabrillo Site                                      | Adresse restreinte                                                                                              | Pine Grove (en) | 23 février 1972    |       |                                      | |
| 34       | 80000820  | NRHP | Round Valley Flour Mills                                 | Main et Greely Sts.                                                                                             | Covelo          | 10 novembre 1980   |       | 39° 47′ 35″ nord, 123° 14′ 57″ ouest | |
| 35       | 90001366  | NRHP | St. Paul's Methodist Episcopal Church (en)               | 40 School St.                                                                                                   | Point Arena     | 13 septembre 1990  |       | 38° 54′ 50″ nord, 123° 41′ 32″ ouest | |
| 36       | 13001108  | NRHP | Seabiscuit's Stud Barn (en)                              | 16200 N. US 101                                                                                                 | Willits         | 22 janvier 2014    |       | 39° 19′ 12″ nord, 123° 18′ 29″ ouest | |
| 37       | 07000997  | NRHP | Spotswood House                                          | 11820 West Rd.                                                                                                  | Potter Valley   | 27 septembre 2007  |       | 39° 19′ 46″ nord, 123° 07′ 52″ ouest | |
| 38       | 81000161  | NRHP | Sun House (en)                                           | 431 S. Main St.                                                                                                 | Ukiah           | 2 septembre 1981   |       | 39° 08′ 51″ nord, 123° 12′ 16″ ouest | |
| 39       | 76000498  | NRHP | Town Creek Archeological Site                            | Adresse restreinte                                                                                              | Covelo          | 17 mai 1976        |       |                                      | |
| 40       | 12000266  | NRHP | Ukiah Main Post Office                                   | 224 N. Oak St.                                                                                                  | Ukiah           | date=2012-5-9      |       | 39° 09′ 02″ nord, 123° 12′ 36″ ouest | |
| 41       | 76000499  | NRHP | Weller House (en)                                        | 524 Stewart St.                                                                                                 | Fort Bragg      | 19 juillet 1976    |       | 39° 26′ 50″ nord, 123° 48′ 25″ ouest | Construit au fort Bragg pour Horace Weller en 1886, la maison Weller est la plus ancienne maison existante de la ville. Agrandie un an plus tard, elle comprenait trois étages avec 10 chambres, dont une salle de bal de 900 pieds carrés (84 m2). C'est maintenant un bed & breakfast. |
| 42       | 92001756  | NRHP | Willits Carnegie Library                                 | 85 E. Commercial St.                                                                                            | Willits         | 7 janvier 1993     |       | 39° 24′ 43″ nord, 123° 21′ 09″ ouest | Un bâtiment de style néo-classique construit en 1915 par Dan Deshiell. |
| 43       | 99001262  | NRHP | Willits Depot (en)                                       | East Commercial St.                                                                                             | Willits         | 20 octobre 1999    |       | 39° 24′ 45″ nord, 123° 20′ 59″ ouest | |